# Intelink
Intelink (inglés: apócope de "enlace de inteligencia") es un grupo de intranets utilizadas por la Comunidad de Inteligencia de los Estados Unidos. La primera red Intelink se estableció en 1994 para aprovechar las tecnologías y servicios de Internet (aunque no estuvieran conectados a la Internet pública) para promover la difusión de inteligencia y el flujo de trabajo institucional. Desde entonces, se ha convertido en una herramienta básica de las agencias de espionaje de Estados Unidos y de sus socios para comunicarse y colaborar entre agencias. Intelink se refiere al entorno de internet en redes protegidas de alto secreto, secretas, y no clasificadas. Una de las características clave de Intelink es Intellipedia, un sistema en línea para compartir datos colaborativos basado en MediaWiki. Intelink utiliza WordPress como base de su servicio de blogs.
En 2025 se reveló que desde hacía tiempo en Intelink había acoso y foros explicítos sobre temas como racismo, sexo y transgenderismo.  En 24 horas la nueva ministro nombrada por el presidente Trump mandó a clausurar los foros y despedir a más de 100 espías que habían participado en los foros en horas laborales.

## Racismo, sexo y acoso en Intelink
Con el auge de la diversidad, la equidad social y la inclusión, el gobierno promovió foros en Intelink tales como Privilege, Ally Awareness, Pride, Transgender Community Inclusion, LBTQA e IC_Pride_TWG, donde los empleados de las agencias de espionaje habrían pasado "todo el día" discutiendo temas como orgías, preferencias del coito entre personas con cirugía de cambio de género, castración, poliamor, etc.  La Agencia de Seguridad Nacional había descrito sus iniciativas de DEI no solo como "no sólo cruciales para los objetivos, sino imperativas."  Al revelarse en febrero de 2025 los foros sexuales "explícitos", la nueva ministro a cargo de la NSA, Tulsi Gabbard, inmediatamente despidió a más de 100 espías pertenecientes a 15 agencias, les canceló su acceso a información secreta (que es un privilegio personal, no ligado al cargo), y exigió a todas las agencias de espionaje identificar a todos los que participaron en ellos.  Según un testigo, antiguamente habido quejas de acoso, y foros racistas, "pero nunca nadie había sido despedido" hasta la presidencia Trump.

## Libros y novelas
En 1999, Frederick Thomas Martin escribió un libro sobre Intelink, titulado Cómo la inteligencia estadounidense construyó INTELINK, la red más grande y segura del mundo. Afirma ser una mirada interna a la intranet mundial y supuestamente súper segura de la comunidad de inteligencia de EE. UU.
En la novela Rogue Warrior: Task Force Blue de Richard Marcinko, el protagonista utiliza Intelink durante su misión de lucha contra el terrorismo interno en los Estados Unidos y su asesinato de un personaje parecido a Ross Perot, quien es el arquitecto de una red de terrorismo.
En la novela Threat Vector de Tom Clancy, uno de los personajes encontró un defecto en el Protocolo de Escritorio Remoto de Microsoft que le permitió penetrar en las redes de un contratista de defensa de los Estados Unidos y explotar esa penetración para acceder a Intelink-TS.
El propio Intelink también se menciona en varias novelas escritas por Andy Mcnab, en particular en Crisis Four .